# La Palme Sportive de Tozeur
La Palme Sportive de Tozeur (arabisch الجريدة الرياضية بتوزر, DMG al-Ǧarīda ar-Riyāḍiyya bi-Tauzar), oft abgekürzt als LPST, ist ein tunesischer Fußballverein aus der Stadt Tozeur im Südwesten des Landes. Der Verein wurde 1947 gegründet.
LSP Tozeur spielt seine Heimspiele im Stadion Mohamed Tombari, das nach einer Vereinslegende benannt wurde. Tombari war viele Jahre als Spieler und Trainer für den Verein aktiv. Das Stadion fasst etwa 4.000 Zuschauer.
La Palme Sportive de Tozeur spielte erstmals in der Saison 2013/14 in der Ligue Professionnelle 1, der höchsten tunesischen Liga. Dies war bisher die einzige Spielzeit des Vereins in der Erstklassigkeit.

## Erfolge
| National |
| --- |
| - Dritte Liga (9) - Süd-West: 1963, 1966, 1967, 1970, 1973, 1981 - Süd: 1991, 1999, 2009 - Vierte Liga (1) - Süd: 2008 - Tunesischer Fußball-Pokal - Achtelfinale: 1960, 1980, 1990, 2006, 2014 |